# 紗布

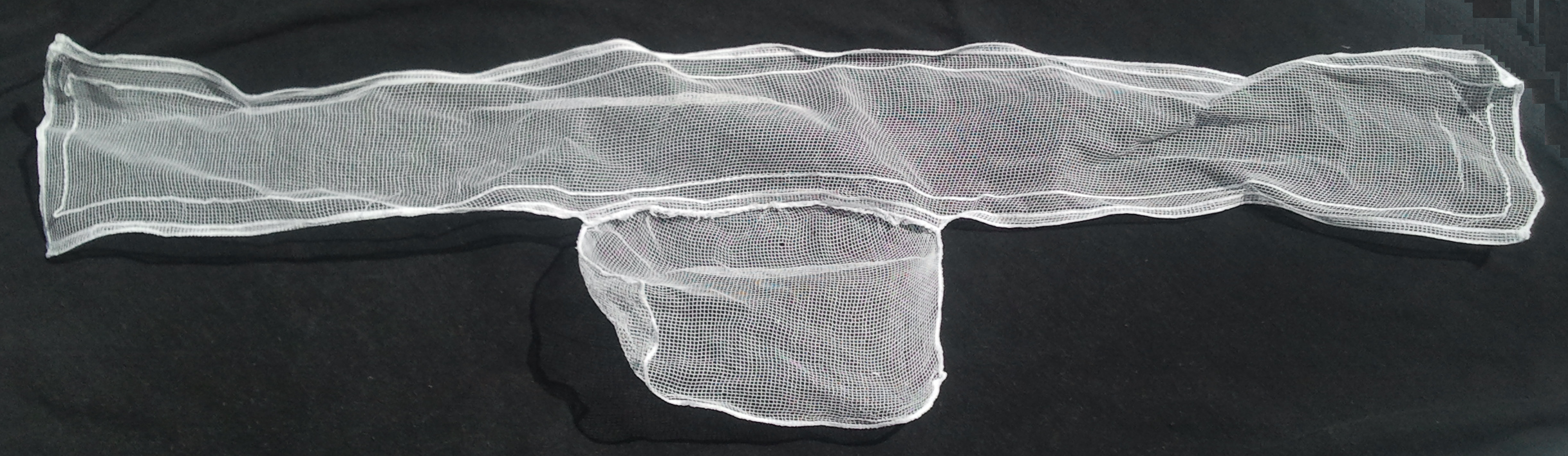
紗布

紗布（gauze）泛指所有紗線編織而成且有筛孔的轻质薄棉纱织品，或是经纬纱都很稀疏的类似布料。可用作製衣、绷带、敷料和手术纱布，另外也可以作為過濾用。
醫學用的消毒醫用紗布可覆蓋在傷口上的棉花，用作穩固棉花之用，加強止血的效果，另外消毒紗布亦可用作包紮之用，穩定患處，防止患處加深傷害。